# Каракалпакская кухня
Каракалпакская кухня (каракалп. qaraqalpaq asxanası) — традиционная кухня каракалпаков, представляет собой самобытную национальную кухню с элементами кулинарного искусства соседних среднеазиатских народов: узбеков, туркмен, казахов, киргизов.

## Особенности кухни
Из мясных блюд здесь употребляют говядину, баранину, верблюжатину, конину, мясо кроликов и домашней птицы. Больше всего в ходу баранина и говядина. Так как каракалпаки мусульмане по вероисповеданию, то они не едят блюда из свинины.
В первые и вторые блюда как составная часть или как гарнир идут джугара, маш, джугаровая мука, просо, рис, фасоль, сорго и другие злаковые культуры. Много потребляется картофеля, овощей.
Основные способы тепловой обработки — варка и жаренье. Широко распространены комбинации из мяса и отварного теста. Часто каракалпакская еда представляет собой смесь жареного мяса с отварным тестом.
Наиболее распространённые блюда — гуртик, плов, лагман, манпар, шавля, манты, самса, пельмени, шорпа, суп-машаба, суп-лапша в бульоне.
Почти все блюда подают с лепёшками из пшеничной муки.
Еду запивают чаем — зелёным или чёрным — с молоком. Этот обычай был распространён ещё у кочевников в Средние века, а сегодня он существует в культуре не только каракалпаков, но у казахов и у туркмен, равно как и у киргизов.

## Традиционные блюда
Как и многие другие народы Центральной Азии, каракалпаки готовят плов, шурпу, манты и многие другие восточные блюда. Конечно же, каракалпакская кухня имеет свои особенности. Традиционные блюда: гуртик (жуери (джугари) гуртик, бидай гуртик, шаж гуртик, май гуртик и так далее), палау, шауле (шавля), лагман, кеспас (лапша, манпар, нарын, манты, борек (кок борек, су борек, маек борек), аксаулак (сорпалы аксаулак, кауын аксаулак (лаваш)), карма (джугари с рыбой), сутлаш, гоже, самса, кырмыш, гош нан, загара нан (из джугари).

### Клёцки
Одним из самых распространённых блюд каракалпаков — жуери гуртик (клёцки из джугарной муки) и май гуртик (масляный гуртик). Это блюдо старинное, но и сегодня его часто готовят каракалпакские женщины.  Приготовление крупных заварных клёцек из джугарной муки характерно лишь для кулинарии каракалпаков и не встречается у других тюркских народов, в частности у казахов, киргизов и башкир.
С клёцками связано ещё одно традиционное каракалпакское блюдо — турама.

### Турама
Особенно любимым традиционным мясным блюдом каракалпаков является мелко накрошенное мясо с клёцками — турама (дурама). Название блюда турама происходит от слова тура — накрошить. Для клёцек — гуртик употреблялась в основном джугарная мука. Отварное мясо мелко крошат обычно взрослые мужчины, а клёцки крошат остальные присутствующие. После этого мелко накрошенные клёцки и мясо смешивают. На трёх человек и более тураму подают на общем блюде, сверху подливая к кушанью бульон. Вместе с бульоном в тураму иногда наливают соус — так называемый тузлык, или серебе (смесь крошенного лука и жира от сваренного мяса). Это блюдо имеет аналоги в ногайской (ног. турома), туркменской (туркм. dograma), казахской (каз. нарын) и узбекской (узб. norin) кухнях, которые в свою очередь являются разновидностями бешбармака.

### Основные блюда и супы
- голубцы
- Джуери гуртик
- шашлык
- Куурдак — жареное мясо с овощным гарниром.
- Катыкли — суп на основе катыка
- Лагман
- Манты
- Плов
- Самса — пирожки
- Чалап — холодный суп на основе катыка
- пельмени.
- Шавля — рисовая каша
- Сорпа— картофельный суп с мясом, слово повсеместно используется просто в значении суп.

### Кисломолочные изделия
- Катык — кисломолочный напиток из кипячённого молока.
- Сузьбе — кислая творожная масса после сцеживания катыка.
- торак— высушенные шарики из сузьмы с добавлением соли и перца.
- Айран — разведённая в кипячённой холодной воде сузьма с добавлением кубиков льда и яблок.
- Кумыс — кисломолочный напиток из кобыльего молока